# Джак Родуел
Джак Кристиан Родуел (на английски: Jack Christian Rodwell) е английски професионален футболист, дефанзивен полузащитник. Той е играч на Манчестър Сити. Висок е 188 cm. Родуел се присъединява към Евертън като дете и прави своя дебют за резервите на отбора на 15 години. Записва своето първо участие за първия тим на „карамелите“ на 16 години и 284 дни, когато влиза като резерва в срещата от Купата на УЕФА срещу холандския АЗ Алкмаар. По този начин Родуел става най-младият футболист играл за Евертън в европейските клубни турнири.
Полузащитникът дебютира в Премиършип през март 2008 г. През февруари 2009 г. Родуел подписва нов договор с Евертън, който изтича на 30 юни 2014 г. Универсален футболист, който може да играе и като централен защитник.
През лятото на 2012 година Джак бива трансфериран в Манчестър Сити за сумата от 19 милиона евро